# I Should Care
I Should Care ist ein Popsong von Axel Stordahl, Paul Weston und Sammy Cahn, der im Jahr 1944 geschrieben und 1945 veröffentlicht wurde. Der 32-taktige Song ist in der Liedform ABAC gehalten.

## Erfolg als Popsong
Der Song wurde zunächst von Bob Allen (mit dem Orchester Tommy Dorsey) im Spielfilm Thrill of a Romance (1945) vorgestellt. Seit dieser Zeit kam er mehrfach in die Hitparade:
- Martha Tilton (1945, mit Eddie Miller and His Orchestra, #10)
- Jimmy Dorsey and His Orchestra (1945, Gesang: Teddy Walters, #13)
- Tommy Dorsey and His Orchestra (1945, Gesang: Bonnie Lou Williams and the Sentimentalists, #11)
- Frank Sinatra (1945, mit Axel Stordahl and His Orchestra, #8)
- Ralph Flanagan and His Orchestra (1952, Gesang: Harry Prime, #4)
- Jeff Chandler (1954, mit Victor Young and His Orchestra, #21)

Er wurde auch weiterhin wurde von vielen Pop-Interpreten aufgenommen, wie Nat King Cole, Bing Crosby, Julie London und Jane Monheit.

## Entwicklung zum Jazzstandard
Den Weg zum Jazzstandard bereitete seine Interpretation von Thelonious Monk mit dem Gesang von Kenny Hagood 1948, erschienen auf dem Album Genius of Modern Music; im darauf folgenden Jahr sollte sie Johnny Hartman mit dem Dizzy Gillespie Orchester ebenfalls aufnehmen. Monks Solo-Aufnahme von 1957 für seine LP Thelonious Himself gilt als „eine der bedeutendsten Solo-Piano-Einspielungen in der Geschichte des Jazz.“ 1962 spielte Bill Evans eine Instrumentalversion für sein Album How My Heart Sings! ein. Zeitgenössische Interpretationen legten Nils Landgren und Diana Krall vor.